# Organisation Consul
De Organisation Consul (O.C.) was een nationalistische organisatie gedurende de Weimarrepubliek en opvolger van de Marinebrigade Erhardt. De paramilitaire organisatie onder leiding van Hermann Ehrhardt met de codenaam “Consul Eichmann” was een regionaal gestructureerd geheim genootschap.

## Ontstaan
De OC kwam voort uit de Marinebrigade Ehrhardt, een Freikorps dat in mei 1920 officieel werd ontbonden. De gelijknamige commandant, kapitein Hermann Ehrhardt, vormde de organisatie uit de gelederen van de brigade na het mislukken van de Kapp Putsch. Vanwege zijn oorsprong was de OC een militair georganiseerde kadergroep waarvan de leden grotendeels werden gerekruteerd uit voormalige (front)officieren van het Duitse leger en de keizerlijke marine, evenals uit andere Freikorpsen. De OC werd aanvankelijk getolereerd door de Reichsregering en de leiding van de Reichswehr, die met haar en soortgelijke organisaties hoopten de wapenbeperkingen van het Verdrag van Versailles te kunnen omzeilen.

## Organisatie
De OC had verbindingsofficieren in het hele Reich en kon putten uit een geschatte personeelsbasis van ongeveer 5.000 man. Een van de bekendste leden was de latere schrijver Ernst von Salomon. De gemiddelde leeftijd van de leden lag tussen de 20 en 30 jaar. Hun motivatie werd gevoed door antiburgerlijke sentimenten en nationalisme. Anti-marxisme en antisemitisme speelden ook een rol: het statuut stelde als doel “het bestrijden van alles wat anti- en internationaal is, het jodendom, de sociaal-democratie en radicaal-linkse partijen”. Joden werden uitgesloten van deelname; elk lid moest verklaren dat hij van “Duitse afkomst” was. 
Dit geheime genootschap opereerde vanuit München, dat stilzwijgend werd getolereerd of in de doofpot gestopt door de Münchense politiechef Ernst Pöhner, omdat OC samen met hem militante communisten bestreed. Ongeveer 30 fulltime medewerkers werkten op het hoofdkantoor onder de feitelijke leiding van Ehrhardts stafchef Alfred Hoffmann. De OC had zeven districten (Hamburg, Hannover, Berlijn, Frankfurt am Main, Dresden, Breslau en Tübingen), elk met maximaal drie subdistricten. Het verbod van de organisatie verhinderde de oprichting van geplande extra districten. OC financierde zichzelf via de wapenhandel, onder meer met het Ierse Republikeinse Leger.  De gelijknamige ‘consul’ was Ehrhardt zelf, die de organisatie op militair strakke wijze leidde.  Via de O.C. zorgde hij voor een heel netwerk van andere paramilitaire organisaties. Leden van de OC namen deel aan de referendumcampagne in Opper-Silezië in 1920 en, als Sturmkompanie Koppe, aan het neerslaan van de Derde Poolse Opstand om te voorkomen dat het gebied zich van het Rijk af zou scheiden.
De OC werd gefinancierd door industriëlen en vijanden van de republiek in de burgerij, de adel en het leger, die net als Erhardt verandering in de politieke situatie wilden.

## Verbod en verdere geschiedenis
Tijdens het onderzoek naar de moord op Matthias Erzberger werd het hoofdkwartier van de OC gevonden. Op basis van de Republikeinse Veiligheidswet die op 21 juli 1922 werd aangenomen, werd de OC verboden. Als opvolger werd de Bund Wiking opgericht. In Nazi-Duitsland gingen sommige leden het verzet in; anderen werden juist door de regering vereerd.

## Bekende leden
- Heinrich Böhmcker
- Leonardo Conti
- Hermann Ehrhardt
- Joseph Berchtold
- Hans Ulrich Klintzsche
- Ernst von Salomon
- Julius Schreck
- Franz Walter Stahlecker